# Difflugia linearis
Difflugia linearis is een soort in de taxonomische indeling van de Amoebozoa. Deze micro-organismen hebben geen vaste vorm en hebben schijnvoetjes. Met deze schijnvoetjes kunnen ze voortbewegen en zich voeden. Het organisme komt uit het geslacht Difflugia en behoort tot de familie Difflugiidae. Difflugia linearis werd in 1958 ontdekt door Gauthier & Lievre.